# Ludwig Thuille
Andreas Ludwig Wilhelm Maria Thuille, conegut com a Ludwig Thuille (Bolzano, 30 de novembre de 1861 - Múnic, 5 de febrer de 1907) fou un compositor austríac.
Thuille va néixer en una família originària de Savoia, encara que es va traslladar al sud del Tirol, on va néixer Ludwig a Bolzano, ciutat austríaca fins al 1919. Entre 1877 i 1879 va estudiar amb el pianista i compositor Joseph Pembaur d'Innsbruck, Josef Rheinberger i Karl Bärmann, director de l'escola de música de Múnic (1879 - 1882), on el 1883 va començar a ensenyar.
Cinc anys més tard, va obtenir la càtedra de piano i harmonia. Amic de Richard Strauss, va tenir molts deixebles que més tard tingueren molta fama tan com a compositors o com a pianistes.
En col·laboració amb Rudolf Louis va escriure una Harmonielehre que trencà amb totes les antigues tradicions (2a edició Stuttgart, 1908), i que fou posta en forma abreviada per Louis amb el títol de Grundriss der Harmonielehre (Stuttgart, 1908).
Va morir als 45 anys d'un atac cardíac.
Com a compositor ocupen en la seva abundant obra un lloc distingit.
- un Sextet, per a piano i instruments de vent;
- una Sonata, per a orgue;
- una Overture romàntique;
- una Sonata, per a violí;
- nombroses obres per a piano, i lieder;
- un concert per piano i orquestra (1886)
- Theuerdank, òpera (1897);
- Gugeline, òpera (1901);
- Lobetanz, òpera (1898).

## Llista d'alumnes
- Atherton Percy Lee
- Joseph Pembaur (junior),[3]
- Heinrich Kaspar Schmid,[4]
- Ernst Boehe,[5]
- Walter Courvoisier,
- Richard Wetz,
- Julius Weismann,
- Ernest Bloch,[6]
- Walter Braunfels,
- August Reuß,
- Franz Mikorey,
- Josef Pembaur (el fill del seu mestre),
- Clemens von Franckenstein,
- Fritz Cortolezis,
- Edgar Istel,
- Hermann Wolfgang Von Waltershausen,
- Hermann Abendroth,
- Paul Von Klenau,
- Rudolf Ficker,
- Hanns Oscar Rohr,
- August Reuß,[3]
- Rudi Stephan,
- José Lassalle,
- Richard Wetz,
- Joseph Suder i
- Otto Jochum.[7]
- Bernhard Oskar von Riesemann (1880-1934),[4]
- Rudolf Siegel,[8]
- Ludwig Landshoff.